# داوید اوشانا
داوید اوشانا (زاده ۱۳۰۸ - درگذشته ۴ مرداد ۱۳۹۳) معمار معاصر، طراح اتومبیل، موسیقی‌دان و نقاش ایرانی بود.
او از آشوریان ایران و به گفتهٔ خودش «در دوران دانشجویی از مریدان لوکوربوزیه» بود.

## پیشینه
داوید اوشانا دانش‌آموخته دبیرستان البرز بود و در رشته معماری دانشکده هنرهای زیبای دانشگاه تهران تحصیل کرد و در سال ۱۳۴۲ با ارائهٔ پروژهٔ دیپلم، با درجهٔ عالی فارغ‌التحصیل شد. موضوع پروژهٔ دیپلم او «زیارتگاه مسیحیان جهان در اورشلیم» بود.
او به استخدام شرکت نفت درآمد و همزمان در دفتر شخصی معماری‌اش نیز فعال بود.
از فعالیت‌های حرفه‌ای داوید اوشانا می‌توان از این چند عنوان نام برد:
- مدیریت پروژه‌های شهرسازی پالایشگاه بندرعباس
- مدیریت پروژه‌های شهرسازی پالایشگاه اراک
- طراحی کلیسای آشوری پروتستان (کلیسای حضرت توما) در تهران
- پرورشگاه کودکان کرمانشاه، ۱۳۴۲ (تخریب شد)[نیازمند منبع]
- مجموعه تجاری-اداری و هتل در کیش
- کلیسای شرق آشور در تهران
- مجموعهٔ مسکونی- اداری در اردبیل
- طراحی و اجرای واحدهای مسکونی و اداری در تهران.[۶]